# Ibatia morilloana
Ibatia morilloana är en oleanderväxtart som först beskrevs av Fontella, och fick sitt nu gällande namn av Morillo. Ibatia morilloana ingår i släktet Ibatia och familjen oleanderväxter. Inga underarter finns listade i Catalogue of Life.